# Jakob Heinrich Schiff

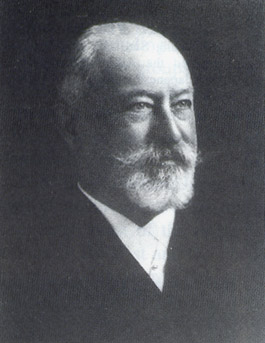
Jakob Heinrich Schiff

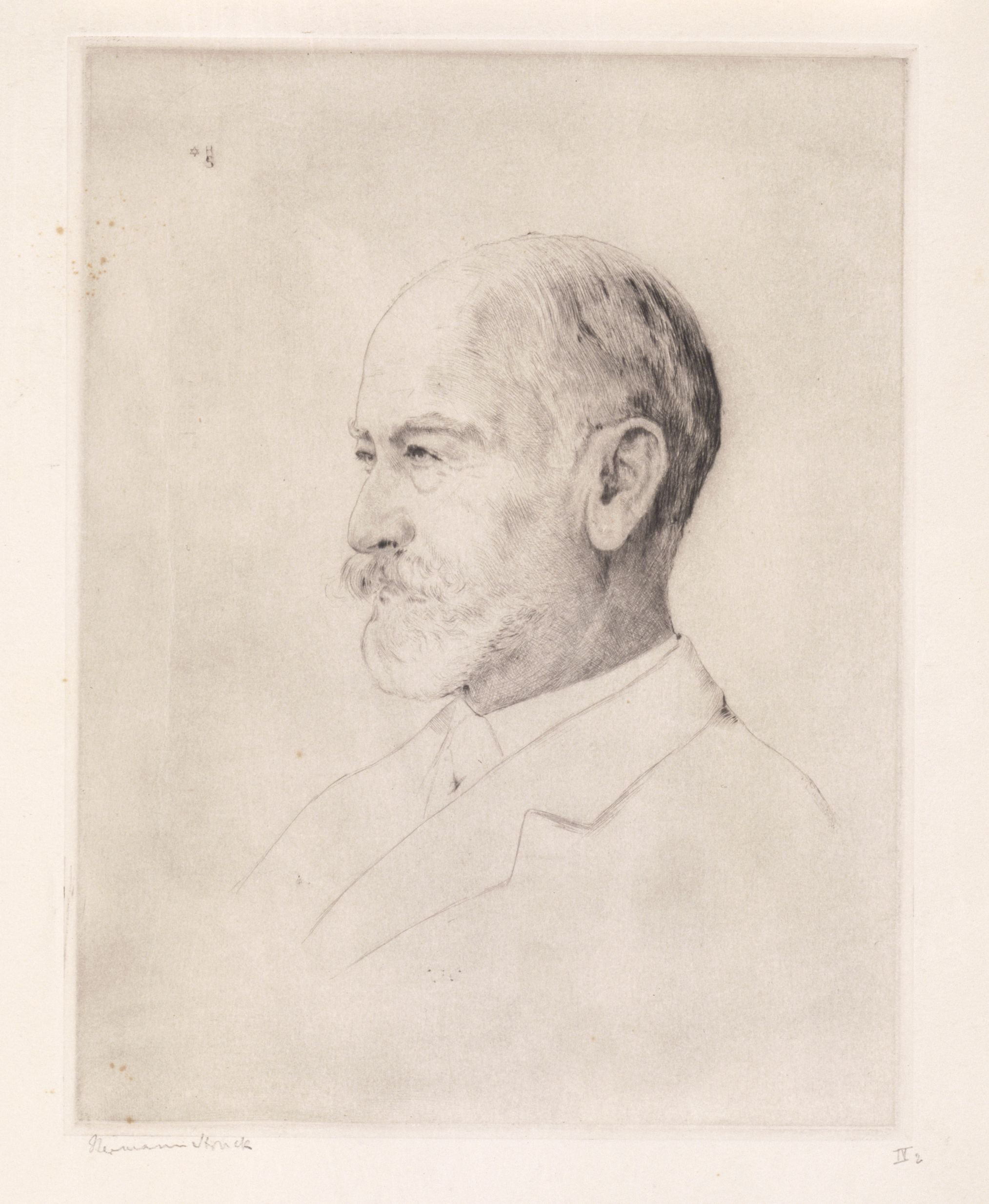
Jakob Heinrich Schiff 1913, Radierung von Hermann Struck

Jakob Heinrich Schiff (* 10. Januar 1847 in Frankfurt am Main; † 25. September 1920 in New York City, auch Jakob Schiff, Jacob Schiff oder Jacob Henry Schiff) war ein deutsch-amerikanischer Bankier und Philanthrop.

## Frühe Lebensjahre
Jakob Heinrich Schiff wurde 1847 als fünftes Kind von Moses Schiff und Clara Schiff, geb. Niederhofheim, in eine wohlhabende jüdische Familie von Bankiers und Rabbinern in Frankfurt am Main geboren. Sein Vater war als Broker für die Rothschilds in Frankfurt tätig. Er hatte zwei Brüder: Herman, der später nach London ging, und Ludwig, der in Frankfurt blieb.
Er besuchte das Philanthropin und absolvierte eine Lehre in einem Frankfurter Handelskontor. Mit achtzehn Jahren emigrierte Schiff 1865 zum ersten Mal in die USA. Er ließ sich in New York nieder und erhielt dort 1866 seine Zulassung als Wertpapierhändler. Im selben Jahr gründete er mit Henry Budge und Leo Lehmann das Broker-Unternehmen „Budge, Schiff & Company“. 1870 wurde Schiff US-Bürger.
Nachdem Budge, Schiff & Company mangels wirtschaftlichen Erfolgs 1872 aufgelöst werden musste, kehrte Schiff wieder nach Deutschland zurück.
Zunächst wurde er 1873 Leiter der Hamburger Niederlassung der „London & Hanseatic Bank“ (Tochtergesellschaft der „Commerz- und Diskonto-Bank“, heute Commerzbank AG), ging aber im selben Jahr wegen des Todes seines Vaters wieder nach Frankfurt. Dort lernte er Abraham Kuhn kennen, einen der Gründer der New Yorker Investmentbank Kuhn, Loeb & Co. Von dem Fachwissen des jungen Schiff beeindruckt, überredete ihn Kuhn, ein zweites Mal in die USA auszuwandern und zum 1. Januar 1875 eine Stelle bei Kuhn, Loeb & Co. anzutreten.

## Leitung von Kuhn, Loeb & Co.
Jakob Schiff machte bei Kuhn, Loeb & Co. schnell Karriere. Unterstrichen wurde dies 1875 durch seine Heirat mit Therese Loeb, einer Tochter von Salomon Loeb, dem Mitbegründer von Kuhn, Loeb & Co.
Auf Grund seiner Kenntnisse und seiner Verbindungen zum deutschen Finanzmarkt konnte Schiff viel deutsches Kapital für aufstrebende US-amerikanische Unternehmen anziehen, insbesondere für US-Eisenbahnunternehmen. Dies ließ Schiff bis 1885 zum unumstrittenen Leiter von Kuhn, Loeb & Co. aufsteigen und machte das Bankhaus um die Wende vom 19. zum 20. Jahrhundert zum wichtigsten Finanzier der aufstrebenden amerikanischen Eisenbahnindustrie.
Dabei erwarb er sich 1897 Ansehen in der Finanzwelt, als es der Bank gelang, das Konkursverfahren der Union Pacific Railroad zu beenden und Edward Henry Harriman die Kontrolle über die Gesellschaft zu ermöglichen. Unter Schiffs Führung unterstützte Loeb, Kuhn & Co. Harriman auch 1901 bei dessen Kampf gegen die von J. P. Morgan und James J. Hill beherrschte Great Northern Railway um die Übernahme von Northern Pacific Railroad. Schiff arrangierte schließlich 1902 ein Zusammengehen der Kontrahenten und die Zusammenfassung ihrer Anteile an der Great Northern Railway und der Northern Pacific Railroad in einem Trust, der Northern Securities Company.
Schiff war aber auch an der Finanzierung des Wachstums großer Industrieunternehmen wie z. B. Westinghouse Electric, U.S. Rubber Company, Armour und American Telephone & Telegraph beteiligt. Außerdem wurde er Mitglied des Aufsichtsrats vieler bedeutender US-Unternehmen, so bei der National City Bank of New York, der Equitable Life Assurance Society, der Wells Fargo & Company und der Union Pacific Railroad.
Unter Jakob Schiffs Führung legte Kuhn, Loeb & Co. auch Staatsanleihen auf, sowohl für die USA als auch für ausländische Staaten. Berühmt wurde Schiff insbesondere durch den Verkauf japanischer Anleihen zur Finanzierung des Russisch-Japanischen Kriegs 1904–05. Seine pro-japanische Haltung begründete er mit dem starken Antisemitismus und den damit verbundenen Pogromen im Russischen Kaiserreich. 1905 erhielt Schiff den japanischen Orden des Heiligen Schatzes und 1907 den japanischen Orden der Aufgehenden Sonne, 2. Klasse. Schiff war der erste Ausländer, der vom japanischen Kaiser Meiji persönlich ausgezeichnet wurde.
Als der Erste Weltkrieg ausbrach, zeichnete Schiff, der sich trotz seiner amerikanischen Staatsbürgerschaft als Deutscher fühlte und in seinem New Yorker Haus nur deutsch sprach, noch deutsche Kriegsanleihen. Eine Anleihe an die Alliierten gewährte er 1915 nur unter der Bedingung, dass das Russische Kaiserreich davon nicht profitieren dürfe. Erst der vom Deutschen Reich begonnene uneingeschränkte U-Boot-Krieg und der dadurch ausgelöste Kriegseintritt der USA veranlassten Schiff, sich vorbehaltlos auf die Seite der Alliierten zu stellen. Allerdings setzte er sich bei Präsident Woodrow Wilson weiterhin für ein schnelles Kriegsende ein, notfalls auch ohne einen Sieg der Alliierten. Er begab während des Kriegsverlaufs nur Anleihen, die zur Finanzierung humanitärer Aufgaben dienten.

## Spätere Lebensjahre
In seinen späteren Lebensjahren wandte sich Jakob Schiff zunehmend wohltätigen Aktivitäten zu und wurde zu einem der größten jüdischen Philanthropen der USA. Im Laufe seines Lebens soll er rund 100 Millionen Dollar gespendet haben. Eine Vielzahl jüdischer und nicht-jüdischer Einrichtungen erhielten von ihm umfangreiche Spenden. Zu Letzteren zählten u. a. die Boy Scouts of America, das American Museum of Natural History, das Metropolitan Museum of Art, die American Fine Arts Society und die American Geographical Society. Ursprünglich ein Gegner des Zionismus, unterstützte er die Gründung des Technion in Haifa und ab 1918 auch die Zionistische Organisation Amerikas.
Schiff gehörte auch zu den Förderern des Jewish Theological Seminary (JTS) in New York und erwarb für dieses die private Bibliothek von Moritz Steinschneider (1816–1907), dem Begründer der jüdischen Bibliographie. Die Steinschneider-Sammlung umfasste 4.500 gedruckte Bücher und mehrere Inkunabeln.
Jakob Schiff vergaß auch nicht seine alte Heimatstadt Frankfurt. Neben wiederholten Besuchen spendete er an verschiedene Frankfurter Institutionen, darunter das Paul-Ehrlich-Institut, die Frankfurter Stadtbibliothek, das Jüdische Waisenhaus und das Jüdische Krankenhaus. Schiff gehörte außerdem zu den Gründern der Johann Wolfgang Goethe-Universität, wo er insbesondere 1914 den Lehrstuhl des Orientalischen Seminars stiftete. Er war Ehrenmitglied der Senkenbergischen Naturforschenden Gesellschaft; auf seine Vermittlung hin erhielt das Senckenberg-Museum 1907 ein etwa 20 Meter langes Skelett eines Diplodocus, das bis heute zu den Hauptattraktionen des Museums zählt. Schiff finanzierte auch den Transport des Fossils nach Frankfurt. Nach ihm ist die Jacob-Schiff-Straße im Frankfurter Stadtteil Dornbusch benannt.